# پارک ساحلی هولاور
پارک ساحلی هولاور (به انگلیسی: Haulover Park) با مساحتی در حدود ۹۹ هکتار در غرب شهر میامی در ایالت فلوریدا آمریکا قرار دارد. ساحل دو کیلومتری هولاور یک ساحل برهنگی است که به تأیید مسئولان شهری میامی رسیده‌است. بخش جنوب ساحل، مخصوص سگ‌ها می‌باشد.

## نگارخانه

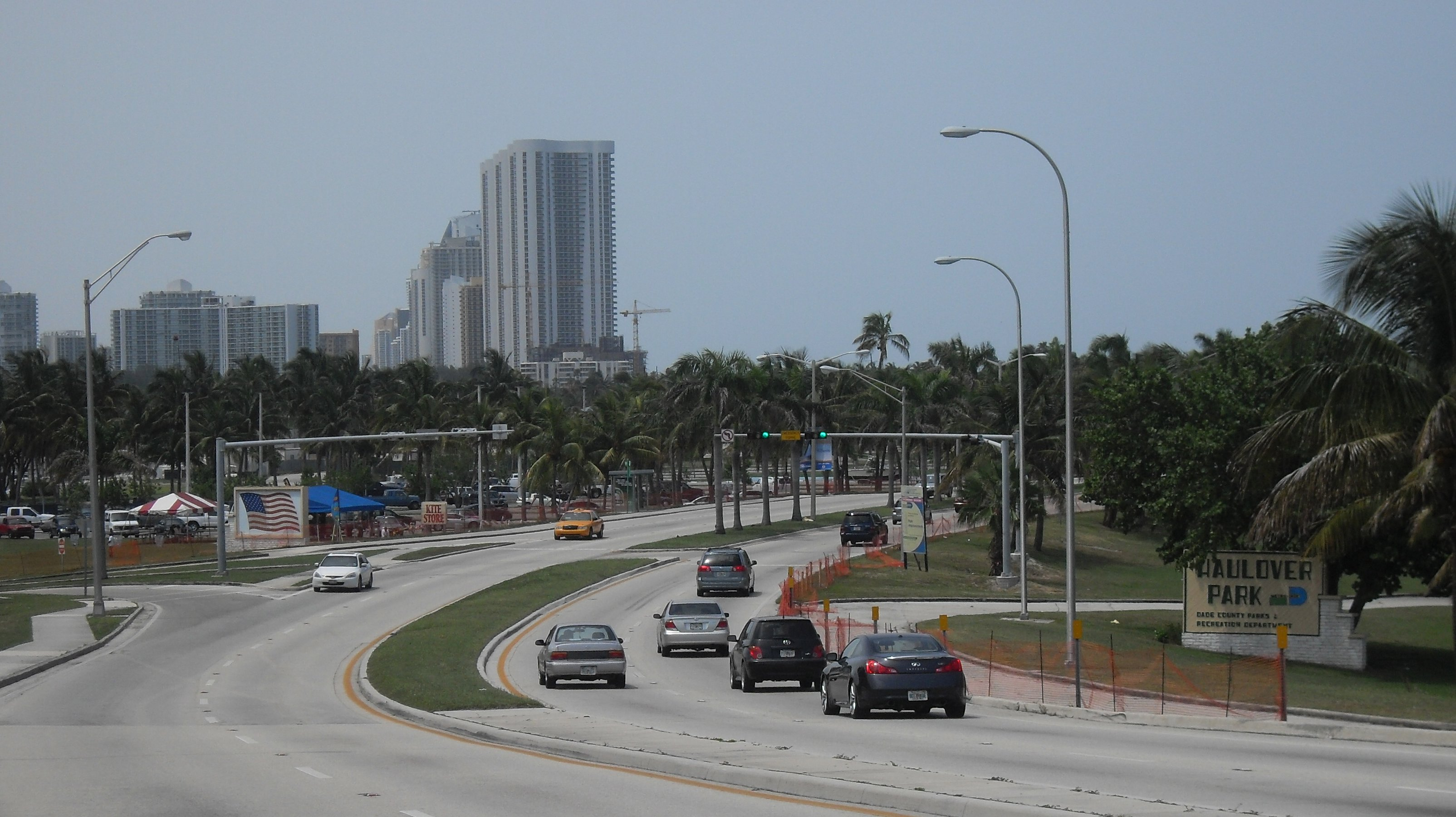
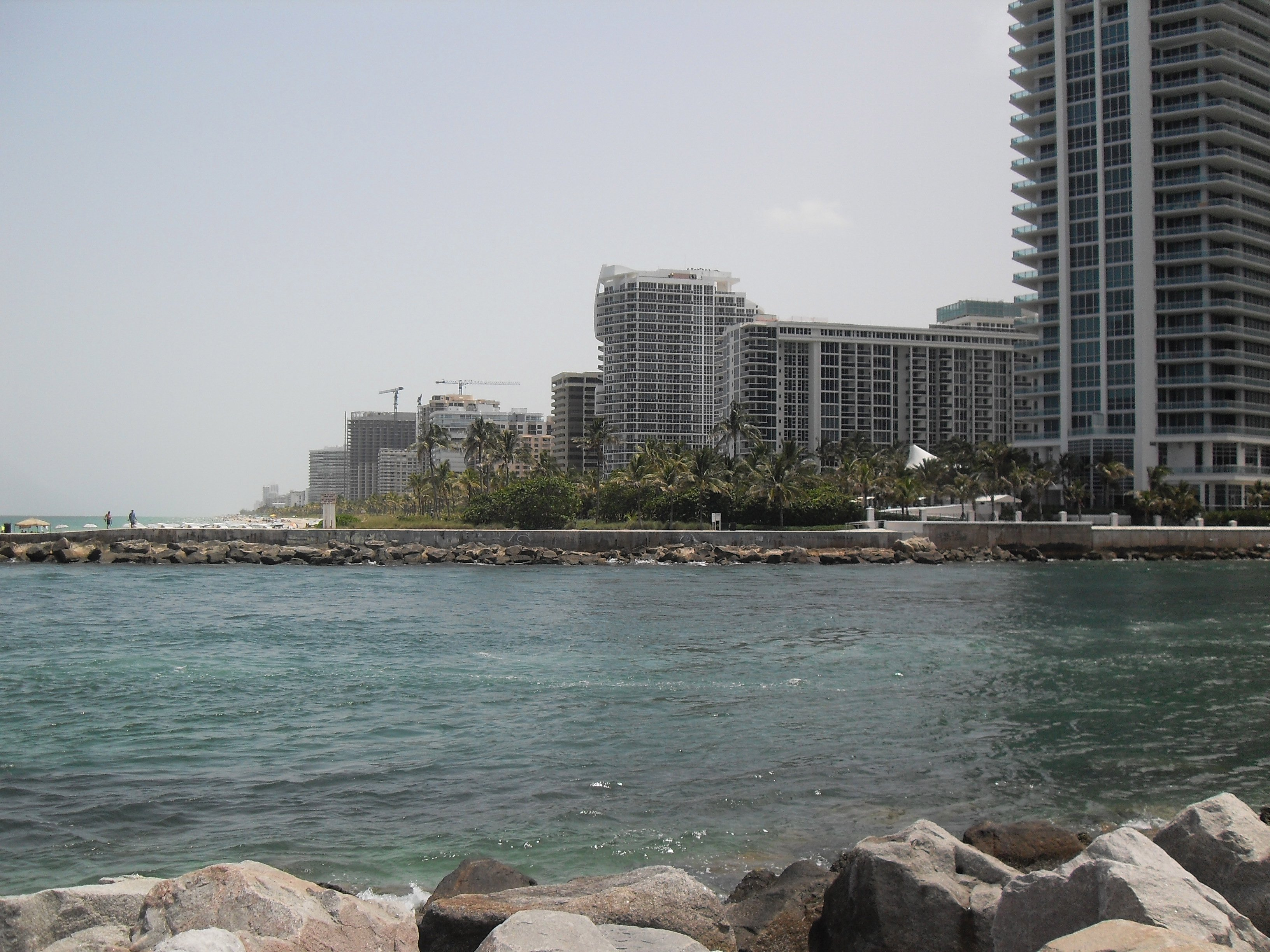